# Mamavirus
formes de rang inférieur
Mamavirus est une forme du virus géant Mimivirus bradfordmassiliense, bien plus grosse que la plupart des bactéries et pouvant elle-même être infectée par d'autres virus.

## Découverte
Bien que découvert au début des années 1990, Mimivirus est simplement resté en conservation dans le froid pendant plus de dix ans, depuis qu'il a été identifié comme bactérie. En 2003, une équipe de scientifiques a rapporté qu'il s'agissait en fait d'un virus, membre de la probable famille des très gros virus, fraichement découverte.
En 2008, une nouvelle souche de Mimivirus, au génome de taille plus grande, a été découverte par l'équipe marseillaise de recherche dirigée par Didier Raoult.
Le Mamavirus a été initialement isolé à partir de l'amibe Acanthamoeba polyphaga après que des amibes ont été inoculées avec de l'eau provenant d'une tour de refroidissement située à Paris.
Tout le travail ultérieur de recherche sur le virus a été réalisé avec l'amibe Acanthamoeba castellanii, de sorte que le virus a été désigné sous le nom de Acanthamoeba castellanii mamavirus.
En même temps que le nouveau virus géant, a été décrit son « satellite » Spoutnik, un nouveau type de virus appelé virophage.